# Бурен
Бурен (монг.: Бүрэн) — сомон аймаку Туве, Монголія. Територія 3,75 тис. км², населення 3,8 тис. Центр — селище Баянтохом розташоване на відстані 178 км від м. Зуунмод та 210 км від Улан-Батора.

## Клімат
Різкоконтинентальний клімат. Середня температура січня −25 градусів, липня +20 градусів, щорічна норма опадів 280 мм.

## Корисні копалини
Поклади вольфраму, шпату, горючих сланців.

## Тваринний світ
Водяться зайці, козулі, вовки, лисиці, корсаки.

## Соціальна сфера
Є школа, лікарня, торговельно-культурні центри.